# ۵۲۳ (میلادی)
۵۲۳ (میلادی) پانصد و بیست و سومین سال تقویم میلادی است.

## درگذشتگان
- ترازاموند، پادشاه وندال‌ها و آلان‌ها (ت. پیرامون ۴۵۰)
- موریونگ، پادشاه باکجه
- هورمیسداس، پاپ کلیسای کاتولیک روم
- ۶ اوت – هورمیسداس، کشیش ایتالیایی (ز. ۴۵۰)